# Коршунов Андрій Володимирович (хокеїст)
Андрій Володимирович Коршунов (10 травня 1983, м. Гродно, СРСР) — білоруський хокеїст, захисник. Виступає за «Німан» (Гродно) у Білоруській Екстралізі.  
Вихованець хокейної школи «Німан» (Гродно). Виступав за «Німан» (Гродно), ХК «Брест», «Керамін» (Мінськ), «Металург» (Жлобин).
У складі національної збірної Білорусі провів 2 матчі (1 гол, 1 передача). У складі молодіжної збірної Білорусі учасник чемпіонатів світу 2002 і 2003. У складі юніорської збірної Білорусі учасник чемпіонатів світу 2000 і 2001 (дивізіон I).
Досягнення
- Срібний призер чемпіонату Білорусі (2011)
- Володар Кубка Білорусі (2008).